# قاعدة بالدوين

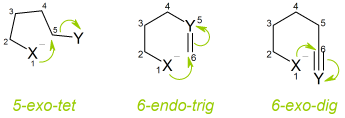

قاعدة بالدوين هي مجموعة من الأسس تحدد الميل النسبي لتفاعلات إغلاق الحلقة في المركبات الحلقية الأليفاتية. وتم اقتراحها بواسطة جاك بالدوين عام 1976.
وتحدد طريقة إغلاق الحلقلة إلى خارجي وداخلي، اعتمادا على ما إذا كان الهجوم يحدث بتكسير رابطة خارج أو داخل الحلقة، بالترتيب. كما تحدد أيضا التفاعلات بنوع مكان محب الألكترونات، وما إذا كان مائل (تهجين sp) أو ثلثي (تهجين sp2) أو رباعي (تهجين sp3) على الترتيب. واكتشف بالدوين أن متطلبات حدوث تداخل للمدار لتكوين الروابط يفضل بعض الترتيبات المعينة من حجم الحلقة والأوضاع خارجي\داخلي\مائل\ثلثي\رباعي.